# Enlightened – Erleuchtung mit Hindernissen
Enlightened – Erleuchtung mit Hindernissen ist eine US-amerikanische Dramedy-Fernsehserie von Mike White und Laura Dern mit Dern, White und Luke Wilson in den Hauptrollen. Die Erstausstrahlung in den Vereinigten Staaten erfolgte am 10. Oktober 2011 beim US-Kabelsender HBO, während die deutschsprachige Erstausstrahlung am 1. Mai 2013 auf Sky Atlantic HD begann.

## Handlung
Amy ist eine Frau mit selbstzerstörerischen Tendenzen, die nach einer spirituellen Erleuchtung endlich Ordnung in ihr chaotisches Berufs- und Privatleben bringen will.

## Besetzung und Synchronisation
Die deutsche Synchronisation entstand unter der Dialogregie von Natascha Geisler durch die Synchronfirma Arena Synchron GmbH in Berlin.
| Rollenname     | Schauspieler | Synchronsprecher |
| -------------- | ------------ | ---------------- |
| Amy Jellicoe   | Laura Dern   | Andrea Aust      |
| Levi Callow    | Luke Wilson  | Markus Pfeiffer  |
| Helen Jellicoe | Diane Ladd   | Karin Buchholz   |
| Dougie Daniels | Timm Sharp   | Jaron Löwenberg  |
| Krista Jacobs  | Sarah Burns  | Sonja Spuhl      |
| Tyler          | Mike White   | Rainer Fritzsche |

## Ausstrahlung
In den USA wurde die zehn Episoden umfassende erste Staffel vom 10. Oktober bis zum 12. Dezember 2011 ausgestrahlt. Die zweite Staffel folgte vom 13. Januar bis zum 3. März 2013, woraufhin HBO im Anschluss bekannt gab, dass auf Grund der schlechten Einschaltquoten keine dritte Staffel bestellt wurde. In Deutschland liegen die Ausstrahlungsrechte für das Bezahlfernsehen bei Sky Deutschland, wo der Sender Sky Atlantic HD die ersten beiden Staffeln vom 1. Mai bis zum 28. September 2013 ausstrahlte.

## Episodenliste
| Nummer (gesamt) | Nummer (Staffel) | Originaltitel           | Deutscher Titel         | Erstausstrahlung (HBO) | Erstausstrahlung (Sky Atlantic HD) |
| 1               | 1                | Pilot                   | Erleuchtet              | 10. Oktober 2011       | 1. Mai 2013                        |
| 2               | 2                | Now or Never            | Jetzt oder nie          | 17. Oktober 2011       | 8. Mai 2013                        |
| 3               | 3                | Someone Else’s Life     | Das Leben der Anderen   | 24. Oktober 2011       | 15. Mai 2013                       |
| 4               | 4                | The Weekend             | Der Drogentest          | 31. Oktober 2011       | 22. Mai 2013                       |
| 5               | 5                | Not Good Enough Mothers | Frauen, Mütter, Töchter | 7. November 2011       | 29. Mai 2013                       |
| 6               | 6                | Sandy                   | Sandy                   | 14. November 2011      | 5. Juni 2013                       |
| 7               | 7                | Lonely Ghosts           | Geisterstunden          | 21. November 2011      | 12. Juni 2013                      |
| 8               | 8                | Comrades Unite!         | Gemeinsam einsam        | 28. November 2011      | 19. Juni 2013                      |
| 9               | 9                | Consider Helen          | Das Allerschlimmste     | 5. Dezember 2011       | 26. Juni 2013                      |
| 10              | 10               | Burn It Down            | Flammen der Wut         | 12. Dezember 2011      | 3. Juli 2013                       |

| Nummer (gesamt) | Nummer (Staffel) | Originaltitel     | Deutscher Titel                 | Erstausstrahlung (HBO) | Erstausstrahlung (Sky Atlantic HD) |
| 11              | 1                | The Key           | Der Schlüssel                   | 13. Januar 2013        | 10. Juli 2013                      |
| 12              | 2                | Revenge Play      | Die Rache                       | 20. Januar 2013        | 17. Juli 2013                      |
| 13              | 3                | Higher Power      | Höhere Mächte                   | 27. Januar 2013        | 24. Juli 2013                      |
| 14              | 4                | Follow Me         | Folgt mir!                      | 2. Februar 2013        | 31. Juli 2013                      |
| 15              | 5                | The Ghost Is Seen | Ein Geisterleben                | 10. Februar 2013       | 7. August 2013                     |
| 16              | 6                | All I Ever Wanted | Wunschlos                       | 17. Februar 2013       | 14. August 2013                    |
| 17              | 7                | No Doubt          | Ohne jeden Zweifel              | 24. Februar 2013       | 21. August 2013                    |
| 18              | 8                | Agent of Change   | Die treibende Kraft des Wandels | 3. März 2013           | 28. August 2013                    |

## Rezeption
2012 gewann Laura Dern für ihre Rolle den Golden Globe Award als Beste Serien-Hauptdarstellerin – Komödie oder Musical. Zudem wurde die Serie in der Kategorie Beste Serie – Komödie oder Musical nominiert. Nach zwei Staffeln wurde die Serie von HBO, ungeachtet der überwiegend positiven Resonanz der Kritiker, auf Grund niedriger Zuschauerzahlen im März 2013 eingestellt.